# Illa Shemya
Shemya o Simiya (en aleuta Samiyax̂) és la més oriental i més gran de les illes del grup de les illes Semichi, un subgrup de les illes Near, de les illes Aleutianes, a l'estat d'Alaska, als Estats Units. Està separada de l'illa Nizki, a l'oest, pel pas de Shemya que conté els illots de Hammerhead i Lotus. Té una superfície de 15,29 km km² i es troba uns 1.900 quilòmetres al sud-oest d'Anchorage.
El vaixell rus Saint Peter and Paul va naufragar a Shemya el 1762. Des de 1943 l'illa posseeix una estació meteorològica, de radar i de vigilància de la Força Aèria dels Estats Units, a més d'una estació d'abastiment de combustible per a aeronaus. Durant la dècada de 1960 hi van arribar a treballar 1.500 persones, mostra de la seva importància durant la Guerra Freda, però actualment la xifra és molt inferior.

## Clima
| Dades climàtiques a Shemya, Alaska                             | Dades climàtiques a Shemya, Alaska | Dades climàtiques a Shemya, Alaska | Dades climàtiques a Shemya, Alaska | Dades climàtiques a Shemya, Alaska | Dades climàtiques a Shemya, Alaska | Dades climàtiques a Shemya, Alaska | Dades climàtiques a Shemya, Alaska | Dades climàtiques a Shemya, Alaska | Dades climàtiques a Shemya, Alaska | Dades climàtiques a Shemya, Alaska | Dades climàtiques a Shemya, Alaska | Dades climàtiques a Shemya, Alaska | Dades climàtiques a Shemya, Alaska |
| Mes                                                            | gen                                | febr                               | març                               | abr                                | maig                               | juny                               | jul                                | ag                                 | set                                | oct                                | nov                                | des                                | anual                              |
| -------------------------------------------------------------- | ---------------------------------- | ---------------------------------- | ---------------------------------- | ---------------------------------- | ---------------------------------- | ---------------------------------- | ---------------------------------- | ---------------------------------- | ---------------------------------- | ---------------------------------- | ---------------------------------- | ---------------------------------- | ---------------------------------- |
| Màxima rècord °F (°C)                                          | 44 (7)                             | 44 (7)                             | 43 (6)                             | 47 (8)                             | 49.5 (9.7)                         | 57 (14)                            | 70 (21)                            | 74 (23)                            | 59 (15)                            | 54 (12)                            | 48 (9)                             | 48 (9)                             | 74 (23)                            |
| Màxima mitjana °F (°C)                                         | 33.8 (1)                           | 33.5 (0.8)                         | 34.8 (1.6)                         | 37.8 (3.2)                         | 41.2 (5.1)                         | 44.9 (7.2)                         | 49.1 (9.5)                         | 51.8 (11)                          | 50.7 (10.4)                        | 45.4 (7.4)                         | 39.1 (3.9)                         | 35.3 (1.8)                         | 41.45 (5.24)                       |
| Mitjana diària °F (°C)                                         | 31.1 (−0.5)                        | 30.9 (−0.6)                        | 32.1 (0.1)                         | 35.0 (1.7)                         | 38.5 (3.6)                         | 42.4 (5.8)                         | 46.7 (8.2)                         | 49.4 (9.7)                         | 47.9 (8.8)                         | 42.4 (5.8)                         | 36.1 (2.3)                         | 32.5 (0.3)                         | 38.75 (3.77)                       |
| Mínima mitjana °F (°C)                                         | 28.4 (−2)                          | 28.2 (−2.1)                        | 29.3 (−1.5)                        | 32.2 (0.1)                         | 35.8 (2.1)                         | 39.9 (4.4)                         | 44.2 (6.8)                         | 47.0 (8.3)                         | 45.0 (7.2)                         | 39.3 (4.1)                         | 33.1 (0.6)                         | 29.6 (−1.3)                        | 36 (2.23)                          |
| Mínima rècord °F (°C)                                          | 9 (−13)                            | 7 (−14)                            | 11 (−12)                           | 2 (−17)                            | 24 (−4)                            | 27 (−3)                            | 36 (2)                             | 38 (3)                             | 33 (1)                             | 26 (−3)                            | 15 (−9)                            | 7 (−14)                            | 2 (−17)                            |
| Precipitació mitjana polzades (mm)                             | 2.52 (64)                          | 2.02 (51.3)                        | 2.04 (51.8)                        | 1.79 (45.5)                        | 1.86 (47.2)                        | 1.84 (46.7)                        | 2.76 (70.1)                        | 3.45 (87.6)                        | 2.92 (74.2)                        | 3.70 (94)                          | 3.79 (96.3)                        | 3.04 (77.2)                        | 31.73 (805.9)                      |
| Neu mitjana polzades (cm)                                      | 16.5 (41.9)                        | 14.4 (36.6)                        | 11.1 (28.2)                        | 5.0 (12.7)                         | 1.2 (3)                            | 0.8 (2)                            | 0.0 (0)                            | 0.0 (0)                            | 0.0 (0)                            | 0.6 (1.5)                          | 8.8 (22.4)                         | 16.4 (41.7)                        | 74.8 (190)                         |
| Mitjana de dies de precipitació (≥ 0.01 inch)                  | 22                                 | 20                                 | 20                                 | 17                                 | 16                                 | 14                                 | 15                                 | 17                                 | 18                                 | 22                                 | 23                                 | 23                                 | 227                                |
| Font #1: WRCC: Period of Record General Climate Summary Table  |                                    |                                    |                                    |                                    |                                    |                                    |                                    |                                    |                                    |                                    |                                    |                                    |                                    |
| Font #2: Météo Climat (May, July, August and December records) |                                    |                                    |                                    |                                    |                                    |                                    |                                    |                                    |                                    |                                    |                                    |                                    |                                    |